# Bruno Henrique Pinto
Bruno Henrique Pinto (Belo Horizonte, 1990. december 30. –), ismert nevén Bruno Henrique, brazil labdarúgó, a Flamengo csatára.

## Sikerei, díjai
- Goiás
  - Campeonato Goiano: 2015
- Flamengo
  - Rio de Janeiro állam bajnoka: 2019
  - Copa Libertadores: 2019